# 韩铁声
韩铁声（1892年—1985年3月28日），又名韩迭声、韩庆昌，河北丰润人，是中国早期革命活动家和中国共产党早期党员。

## 生平
韩铁声于1892年出生于河北省丰润县南青坨庄的一个农民家庭。1915年，他到达哈尔滨，先后在邮局和律师事务所工作。1922年他在共产党员马骏的启发下，与张树屏、于芳洲、张锦春等8人发起成立“哈尔滨救国唤醒团”（黑龙江地区最早的进步青年群众组织）。1923年韩铁声创办《哈尔滨晨光》报，担任主编兼社长。后因受到了军阀的监视、查禁和搜捕，韩铁声等被迫退出了《哈尔滨晨光》报社。同年9月，他受陈为人、李震瀛委托，创办了“哈尔滨通讯社”，并出任社长。同年11月，韩铁声协助陈为人、李震瀛在道里外国二道街开办“东三省哈尔滨青年学院”。1924年5月29日韩铁声等参加了平民教育促进会在广益中学举行平民夜校开学式，李铁钧在此期间发表了演说。同年6月8日，韩铁声等又在道外滨江公园召开市民大会，宣传平民教育。1925年韩铁声进入中东铁路管理局任《经济月刊》编辑，接触了中共北满地委书记吴丽实。1926年6月，在吴丽实帮助下，他创办了中共北满地委机关报《哈尔滨日报》。1926年10月被《哈尔滨日报》查封，韩铁声离开哈尔滨。先后在大连、天津、武汉、上海等地工作，继续从事革命活动。1927年在上海，韩铁声正式加入中国共产党。在中山大学学习期间，他还与比自己早一年入党的同学朱家瑞结婚。
1927年11月，党组织命韩铁声夫妇从武汉前往苏联进行学习。1928年韩铁声转为联共党员，此后曾受派赴伯力、满洲里、斯大林格勒、蒙古、莫斯科等地工作。在此期间他从“中国参战人员疗养院”调任至伊万诺沃儿童院任教，在1944年冬最终调莫斯科外文出版局担任编译。
1951年，韩铁声由苏联回国，先后担任了央财经委员会专家联络处副主任、政务院专家执行处副处长、最高检察院检查员、副厅长、研究室副主任、办公厅副主任等职。1985年3月28日，韩铁声于北京逝世。